# Diskografie Ladislava Vodičky
Toto je diskografie zpěváka Ladislava Vodičky.

## Diskografie

### Singly
- 1970 Smutný sníh/Stříbrný koleje - Supraphon, 0 43 0906 h, SP
- 1972 Příroda je příroda/Statečný strojvůdce - Panton, 44 0450 h, SP
- 1972 Dívka z hor, Indiánská dívka / Koukej mě sevřít honem v náručí - Vodomilové - Panton, 03 0284 gg, SP (v roce 1972 vyšlo 2x s jinými obaly)
- 1973 Já tu zemi znám/Železničářská romance - Vodomilové - Supraphon, 0 43 1564 h, SP (vyšlo 3x: 1 a 2x pouze s jinými obaly - 3x taky s jiným názvem: Já svou zemi znám/Železničářská romance)
- 1973 Svou dlaň mi podej/Balada dřevorubce - Panton, 8143 0067 h, SP
- 1973 Řidič má tvrdý chléb/Co bych si přál - Vodomilové - Supraphon, 0 43 1563 h, SP (v roce 1973 vyšlo 3x s jinými obaly)
- 1974 Půlnoční vlak/Šedý vlas - Panton, 0 43 1726 h, SP
- 1974 Nedělám co dělat mám/Bruslaři - Vodomilové, Ladislav Vodička, Oto Matanelli - Panton, 44 0516 h, SP
- 1974 Město chat/Mám své důvody - Supraphon, 0 43 1623 h, SP (v roce 1974 vyšlo 2x s jinými obaly)
- 1974 Vůně růží, Bylo jí šestnáct/Rychlík do Kolína, Zlatý klas - Ladislav Vodička a Vodomilové - Panton, 33 0327 gg, SP
- 1975 Kvítí je zlé/Klakson - Supraphon, 0 43 1852 h, SP
- 1975 Když jsem býval kolouček střapatý/Nevím sám, proč mě moře neláká - Supraphon, 0 43 1870 h, SP

- 1975 Lány sluncem rozpálené/Líně jako šnek - Panton, 44 0561 h, SP
- 1976 Tón kolejnic, Bílá velryba/Znak toulavých, Mám rád - Panton, 33 0386 gg, SP
- 1977 Míchám nápoj vzpomínek/Úplně jiná řeka - Panton, 44 0628, SP
- 1981 Svou dlaň mi podej/Balada dřevorubce - Panton, 8143 0067 h, SP

### LP, MC, CD alba
- 1975 Odjezd v 15,30 aneb...  - Panton, 8143 0067 h, LP (10 písní)

- 1986 Řidič,strojvůdce a tulák - Ladislav Vodička a Country beat Jiřího Brabce - , MC

- 199? Ladislav Vodička - Live - Duna, CD

- 1996 Starej Voda po 20 letech - Ladislav Vodička a jeho modrej vlak - Duna, CD

- 1993 Řidič tvrdý chleba má - Duna, DN 1011-2 311, CD

1. There Ain´t No Easy Run
2. Vůně růží
3. Operation X
4. Down Yonder
5. Dívka z hor
6. Big City
7. I Promise You
8. Long Black Veil
9. Wabash Cannon Ball
10. Já tu zemi znám
11. Casey Jones
12. Libeň blues
13. Bury Me Not On The Lone Prairie
14. Vem na to jed
15. Rezavá mříž
16. Železniční romance
17. Pan American
18. Měl své důvody
19. Silver Rails
20. Shane
21. Řidič tvrdý chleba má

- 1996 Odjezd v 15,30 aneb... Mimořádný vlak Ladislava Vodičky  - Bonton Music, EAN 8596972 103464, CD (21 písní)

1. Líně jako šnek
2. Louka plná koní
3. Rybář
4. Křížem krážem
5. Zlatokopecká ze Žatecka
6. Lány sluncem rozpálené
7. Země bez moří
8. Kapka vína
9. Krásný kout
10. Sto písní
11. Všude vedou koleje
12. Stříbrný koleje
13. Rychlík do Kolína
14. Půlnoční vlak
15. Jaký bude počasí
16. Nevím sám proč mě moře láká
17. Města chat
18. Co bych si přál
19. Mám své důvody
20. Znak toulavých
21. Já tu zemi znám

- 1999 Byl to Shane - Bonton Music, EAN 5009749 483828, CD

1. Shane
2. Je to zlé
3. Big City
4. Rezavá mříž
5. Operation X
6. Silver Rails
7. Fireball Mail
8. Sluneční spár
9. Jsem tulák
10. Řidič tvrdý chleba má
11. Bílá velryba
12. Balada dřevorubce
13. Bylo jí šestnáct
14. Já tu zemi znám
15. Blue Train
16. Tvá noha musí stále jít
17. V jeskyních
18. Bludné hory
19. Toulavá hvězda
20. Chattanooga Choo Choo
21. Deep In The Heart Of Texas
22. Tom Dooley
23. Teddy Bear
24. Šedý vlas
25. Shane (anglicky)